# Brochier (ville)
Pour les articles homonymes, voir Brochier.
Brochier est une ville brésilienne de la mésorégion métropolitaine de Porto Alegre, capitale de l'État du Rio Grande do Sul, faisant partie de la microrégion de Montenegro et située à 75 km au nord-ouest de Porto Alegre. Elle se situe à une latitude de 29° 33′ 06″ sud et à une longitude de 51° 35′ 37″ ouest, à 90 m d'altitude. Sa population était estimée à 4 701 en 2007, pour une superficie de 110 km2. L'accès s'y fait par la RS-411.
En 1832 arrivèrent de Marseille - via le Pérou et Montevideo - les frères Jean-Honoré et Auguste Brochier qui désiraient s'établir à São João de Montenegro. Comme les terres sur lesquelles ils devaient s'installer avaient été vendues à d'autres, ils décidèrent de partir à 25 km au-delà de la ville et s'installèrent sur les bords d'un petit cours d'eau qui aujourd'hui porte leur nom, l'arroio Brochier. Le lieu où ils restèrent et qui devint une localité prit le même nom.
Le 5 mai 1873 fut créé le District de Brochier, considéré comme le deuxième district de Montenegro. Les deux districts de Brochier et Maratá furent émancipés de Montenegro pour former une nouvelle commune, Brochier do Maratá, le 20 décembre 1987. Mais le 20 mars 1992, la municipalité de Maratá fut créée, démembrée de Brochier do Maratá, qui devint, le 22 avril 1993, Brochier proprement dite.
La Commune est le principal producteur de charbon végétal de l'État.

## Villes voisines
- Poço das Antas
- Maratá
- Montenegro
- Paverama
- Teutônia